# Robsonius
Robsonius is een geslacht van zangvogels uit de familie van de Locustellidae. Dit geslacht werd in 2006 afgesplitst van het geslacht Napothera (familie Pellorneidae) omdat uit fylogentisch onderzoek bleek dat deze vogelsoorten tot een andere familie ( Locustellidae) behoorden.
Het zijn vogels die dicht bij de grond leven in dicht struikgewas in de Filipijnen op de eilandengroep Luzon. Aanvankelijk werd één soort, Rands sluiptimalia beschreven. Deze soort werd onderverdeeld in drie ondersoorten.
Uit vervolgonderzoek bleek dat er waarschijnlijk drie soorten leven in de verschillende montane tropische bossen van deze eilandengroep.

## Soorten
De volgende soorten zijn bij het geslacht ingedeeld:
- Robsonius rabori – Rands sluiptimalia
- Robsonius sorsogonensis – Sorsogonsluiptimalia
- Robsonius thompsoni – Thompsons sluiptimalia